# Гаврилов, Виктор Савельевич

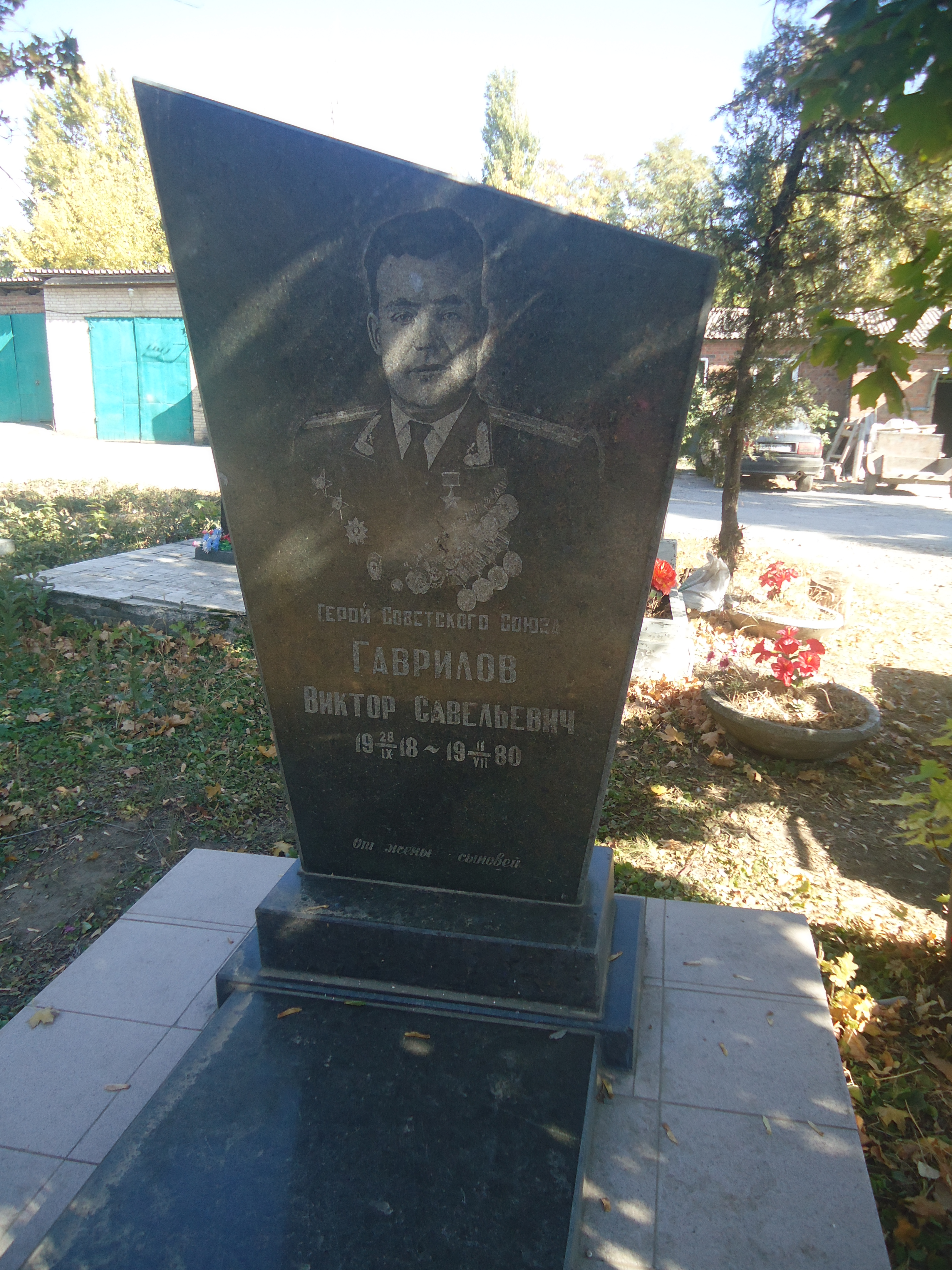
Надгробный памятник на могиле В. С. Гаврилова (Таганрог)

Виктор Савельевич Гаврилов (28 сентября 1919—1980) — советский лётчик штурмовой авиации в годы Великой Отечественной войны, Герой Советского Союза (23.02.1945). Полковник.

## Биография
Родился 28 сентября 1919 года в селе Шипуново ныне Сузунского района Новосибирской области в семье крестьянина. Русский.
Окончил среднюю школу-семилетку и школу фабрично-заводского ученичества имени Шварца (ныне ГБПОУ НСО «Новосибирский колледж транспортных технологий им. Н. А. Лунина»). Работал слесарем и помощником машиниста на станции Новосибирск-2 (ныне станция Новосибирск-Южный). Окончил Новосибирский аэроклуб.
В марте 1940 года был призван в Красную Армию. В 1941 году окончил Новосибирскую военную школу пилотов, в 1943 году — Чкаловское военное авиационное училище лётчиков им. К. Е. Ворошилова. С июля 1943 года — в действующей армии на фронтах Великой Отечественной войны. Всю войну прошёл в составе 218-го штурмового авиационного полка 299-я штурмовая авиационная дивизия (в августе 1944 года преобразованный в 173-й гвардейский штурмовой авиационный полк (11-я гвардейская штурмовая авиационная дивизия)). Сражался на Курской дуге, при освобождении Левобережной Украины, в Белоруссии, Польше, в Германии, штурмовал Берлин.
Отличился в Гомельско-Речицкой наступательной операции. Днём 12 ноября 1943 года во главе звена совершил три боевых вылета на позиции артиллерии и миномётов врага на укреплённом рубеже обороны по берегу реки Сож севернее Гомеля. В последнем вылете штурмовиков атаковали немецкие истребители. Когда отбили их атаку и прорвались к цели, штурмовики были встречены мощным зенитным огнём. Тем не менее, Гаврилов семь раз заводил звено в атаки на врага, при этом были уничтожены почти все орудия и миномёты. Прорыв наших войск был существенно облегчен.
К августу 1944 года старший лётчик 173-го гвардейского штурмового авиационного полка (11-й гвардейской штурмовой Нежинской Краснознамённой ордена Суворова авиадивизии, 16-й воздушной армии, 1-го Белорусского фронта), гвардии лейтенант Виктор Гаврилов совершил 93 успешных боевых вылета, в которых было уничтожено около 400 вражеских солдат и офицеров, 23 орудия полевой и зенитной артиллерии, 2 танка, 2 самолёта на аэродроме, 63 автомашины с грузами, 2 склада и 43 повозки с боеприпасами. Последний боевой вылет Гаврилов совершил в районе Берлина. Всего за войну на его боевом счету — 110 боевых вылетов.
За образцовое выполнение боевых заданий командования на фронте борьбы с немецкими захватчиками и проявленные при этом отвагу и геройство, Указом Президиума Верховного Совета СССР от 23 февраля 1945 года гвардии лейтенанту Гаврилову Виктору Савельевичу присвоено звание Героя Советского Союза с вручением ордена Ленина и медали «Золотая Звезда» (№ 4923).
После войны продолжал службу в Советской Армии. Окончил в 1948 году Высшие лётно-тактические курсы ВВС. Командовал авиационным полком. С 1956 года полковник В. С. Гаврилов — в запасе.
Жил в городе Таганроге Ростовской области. В 1956—1980 годах работал на Таганрогском авиационном производственном предприятии имени Г. Димитрова.
Умер 11 июля 1980 года, похоронен на Новом кладбище (Таганрог).

## Награды
- Герой Советского Союза (23.02.1945)
- Орден Ленина (23.02.1945)
- Три ордена Красного Знамени (1.11.1943, 4.05.1944, 6.02.1945)
- Орден Отечественной войны 2-й степени (2.03.1944)
- Два ордена Красной Звезды (14.08.1943, 26.10.1955)
- Медаль «За боевые заслуги» (15.11.1950)
- Медаль «За освобождение Варшавы» (1945)
- Медаль «За взятие Берлина» (1945)
- Другие медали

## Память
- Именем Героя названа улица в посёлке Сузун[4].
- В Таганроге установлена мемориальная доска на доме, в котором жил Герой (улица Гоголевская, 13)[5].
- Имя Героя Советского Союза В. С. Гаврилова увековечено на Аллее Героев у Монумента Славы в Новосибирске.